# Guban
Guban (Somali für „verbrannt“) bezeichnet eine Küstenebene im Nordwesten Somalias bzw. im international nicht anerkannten Somaliland. Sie erstreckt sich an der Küste am Golf von Aden zwischen Saylac und Berbera. Im Süden wird sie durch den Ogo-Gebirgszug begrenzt. Das Klima der Guban ist heiß und trocken.